# Porto di Antignano
Il porto di Antignano, comunemente chiamato Moletto di Antignano, è il piccolo porto dell'omonimo quartiere di Livorno.
Si trova sul lungomare di Antignano, località a sud di Ardenza e lembo meridionale del tessuto urbano labronico.

## Caratteristiche
L'approdo presenta è costituito da due moli banchinati e può ospitare circa 160 - 240 natanti in relazione alle loro dimensioni (6 metri di lunghezza al massimo).
La presenza di scogli affioranti rende problematico l'ingresso al porto in caso di scirocco e libeccio. In presenza di violente mareggiate anche le imbarcazioni che si trovano all'interno debbono rinforzare gli ormeggi. I fondali sono profondi 3 metri.
Il porticciolo offre servizio di rimessaggio (per barche il cui pescaggio è inferiore ad un metro), energia elettrica, scivolo, gru, scalo di alaggio, servizi igienici, riparazioni motori e riparazioni impianti elettrici.